# Cirrhaea
Cirrhaea là một chi lan, comprising 7 species đặc hữu to Brasil.

## Các loài
- Cirrhaea dependens (Lodd.) Loudon (1830)
- Cirrhaea fuscolutea  Lindl. (1833)
- Cirrhaea loddigesii  Lindl. (1832)
- Cirrhaea longiracemosa  Hoehne (1933)
- Cirrhaea nasuta  Brade (1949)
- Cirrhaea seidelii  Pabst (1972)
- Cirrhaea silvana  V.P. Castro & Campacci (1990)

## Hình ảnh

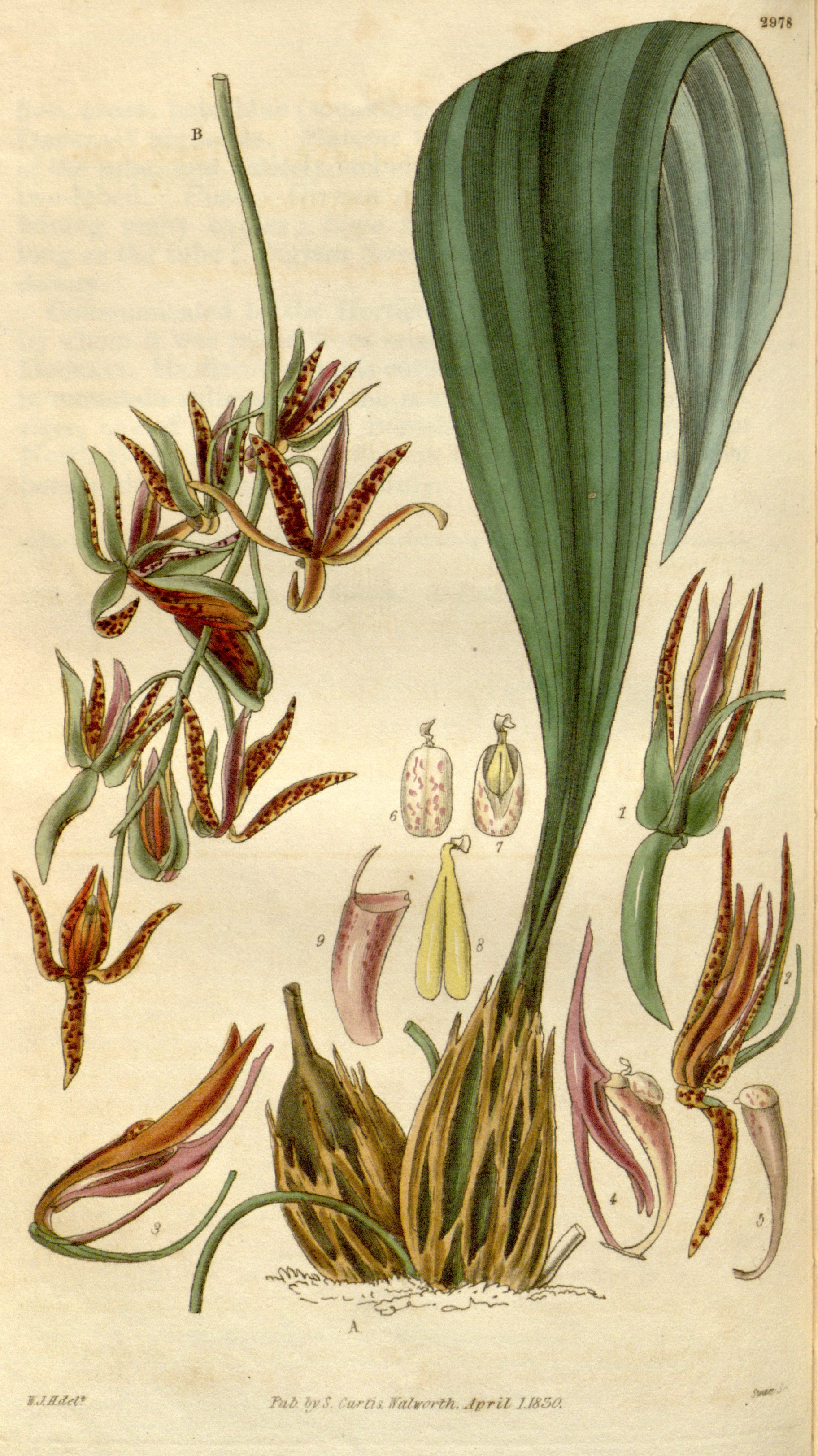